# Tim Leahy
Tim Leahy (* 15. September 1975 in Duxbury, Massachusetts) ist ein ehemaliger US-amerikanischer Eishockeyspieler (Stürmer), der während seiner Laufbahn unter anderem für die Düsseldorfer EG und die Kölner Haie in der Deutschen Eishockey Liga aktiv war.

## Karriere
Leahy begann seine Karriere in der Saison 1994/95 an der Miami University in der NCAA, für die er insgesamt vier Spielzeiten absolvierte, bevor er zur Saison 1998/99 nach Deutschland zum SC Bietigheim-Bissingen wechselte. Dort blieb Leahy bis zur Saison 2000/01, bis er zu Beginn der neuen Saison zur Düsseldorfer EG in die DEL ging.
Die Saison 2002/03 verbrachte er beim Heilbronner EC in der 2. Bundesliga beziehungsweise bei den Kölner Haien in der DEL.
Zu Beginn der Saison 2003/04 wechselte Leahy zum EHC München in die Oberliga und erlangte in der Saison 2004/05 mit München den Aufstieg in die 2. Bundesliga.
Nach den zwei durchaus erfolgreichen Jahren beim EHC München beendete er seine aktive Eishockeykarriere.

## Statistiken
(Legende zur Spielerstatistik: Sp oder GP = absolvierte Spiele; T oder G = erzielte Tore; V oder A = erzielte Assists; Pkt oder Pts = erzielte Scorerpunkte; SM oder PIM = erhaltene Strafminuten; +/− = Plus/Minus-Bilanz; PP = erzielte Überzahltore; SH = erzielte Unterzahltore; GW = erzielte Siegtore; 1 Play-downs/Relegation; Kursiv: Statistik nicht vollständig)